# Крекінг-установка у Шанхаї (Secco)
Крекінг-установка у Шанхаї — складова частина виробничого майданчика компанії Secco, розташованого на північному узбережжі затоки Ханьчжоувань.
Проект реалізували енергетичний гігант BP та місцеві Sinopec і Shanghai Petrochemical, участь яких у Secco складала відповідно 50 %, 30 % та 20 % (в 2017-му Sinopec викупила частку BP). Введена в експлуатацію у 2005-му установка парового крекінгу первісно мала потужність по етилену на рівні 900 тисяч тонн, станом же на 2018 рік цей показник довели до 1,2 млн тонн. Крім того, продукується 540 тисяч тонн пропілену та 180 тисяч тонн бутадієну. Як сировину установка використовує газовий бензин, проте також може залучати до піролізу певну частку зрідженого нафтового газу.
Вироблений етилен далі спрямовується на виробництво лінійного поліетилену низької щільності та поліетилену високої щільності (по 400 тисяч тонн) і мономеру стирену (650 тисяч тонн), тоді як пропілен споживають заводи поліпропілену (250 тисяч тонн), акрилонітрилу (260 тисяч тонн) і фенолу та ацетону (135/85 тисяч тонн відповідно, належить ще одній дочірній компанії Sinopec — Gaoqiao Petrochemical).